# Jardin Marielle-Franco
Le jardin Marielle-Franco est un jardin public parisien, situé dans le 10e arrondissement, accessible depuis la rue d'Alsace et surplombant la gare de Paris-Est. Il est ouvert depuis l'été 2019.

## Situation et accès
Le jardin est accessible depuis la rue d'Alsace, à proximité de la gare de Paris-Est et de la gare de Paris-Nord.
Il est desservi par lignes 4, 5 et 7 à la station Gare de l'Est.

## Caractéristiques
Ce jardin est aménagé sur la toiture-terrasse d'un hôtel. Le jardin, d'une superficie de 2 600 m2, est conçu en trois terrasses successives, toutes en longueur, accessibles par deux passerelles depuis la rue d’Alsace.
Il compte des pelouses accessibles, des massifs plantés et un jardin partagé. Il est agrémenté de 68 arbres, dont 46 fruitiers, et propose également une fontaine d'eau potable, un espace solarium et une aire de jeux pour les enfants.

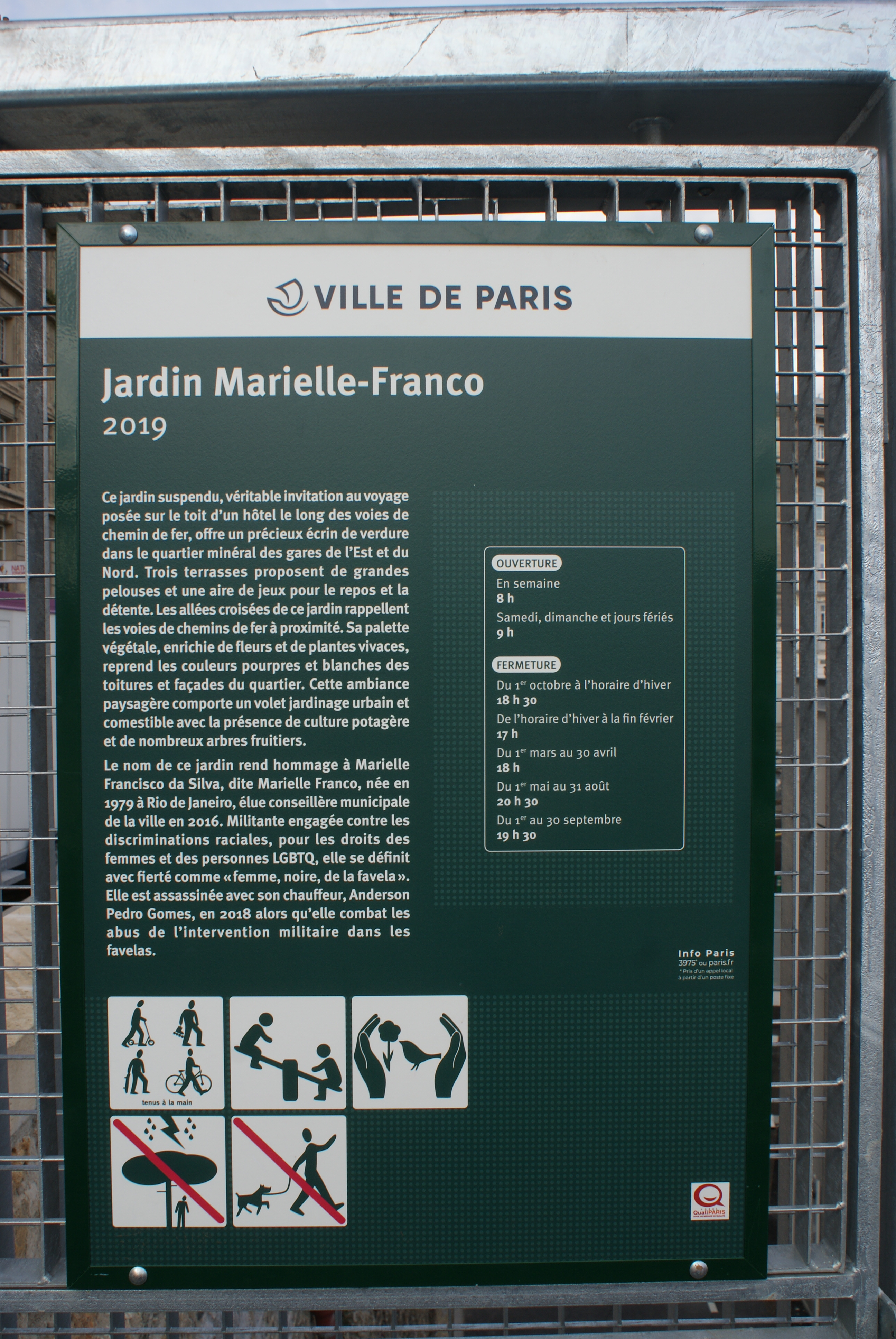
Plaque du jardin Marielle-Franco.

## Origine du nom
Par un vote du conseil du 10e arrondissement du 24 juin 2019, il a été choisi d'honorer la mémoire de Marielle Franco, militante brésilienne des droits humains et de l’égalité, assassinée en 2018,.

## Historique
Le jardin Marielle-Franco fait partie d'un projet plus vaste : la liaison Gare du Nord – Gare de l'Est de surface (une seconde liaison, souterraine est également projetée), surnommée durant sa phase projet « balcon vert ». En effet, bien que ces deux gares ne soient distantes que d'environ 500 mètres, leur liaison piétonne est jugée peu pratique, car entravée par l'escalier monumental de la rue d'Alsace, qui ne peut être dénaturé. La solution retenue permettant de faciliter le cheminement en surface consiste alors à insérer un immeuble contre le mur de soutènement de la rue d'Alsace (entre le dernier quai de la gare et la rue), atteignant la même hauteur que celle-ci, et d'y intégrer ascenseurs et escaliers mécaniques. Un ancien centre de tri postal abandonné est ainsi détruit.

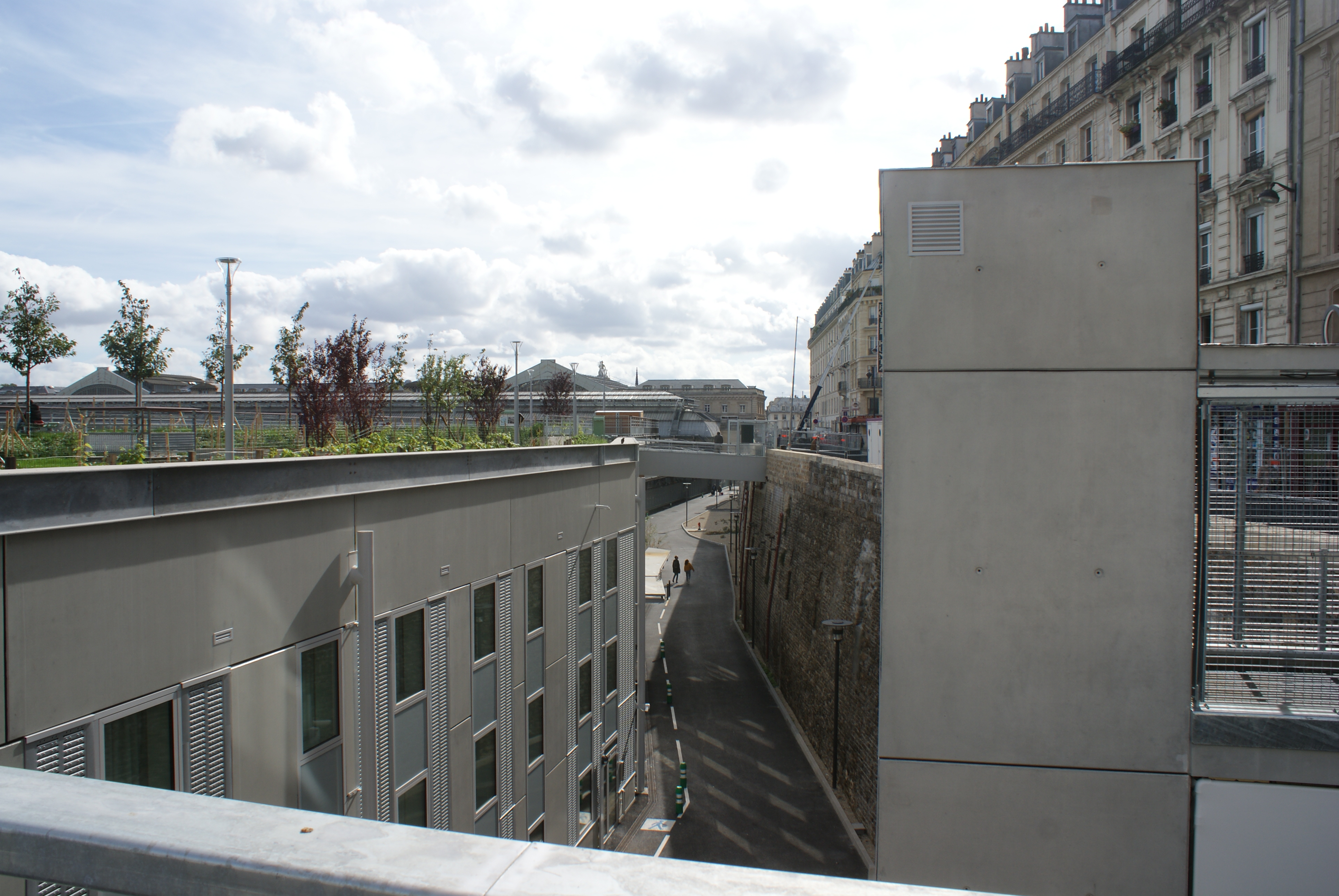
Séparation entre la rue d'Alsace et le jardin Marielle-Franco, enjambée par une passerelle.

Cependant, l'immeuble ne peut être contigu à la rue mais doit être séparé par une fosse de 5 mètres de large, nécessaire pour faire parvenir la lumière du jour dans les locaux et n'obstruant pas la ventilation de la ligne 4 du métro de Paris, située juste en dessous. En conséquence, le toit-terrasse n'est accessible depuis la rue que par des passerelles.
Dès l'origine du projet, avant même choisir la fonction du bâtiment (finalement un hôtel), son toit-terrasse, au même niveau que la rue, est choisi pour accueillir un nouveau jardin, suspendu et surplombant les quais de la gare.
Il est ouvert au public depuis l'été 2019.

## Bâtiments remarquables et lieux de mémoire
- Gare de Paris-Est

## Galerie

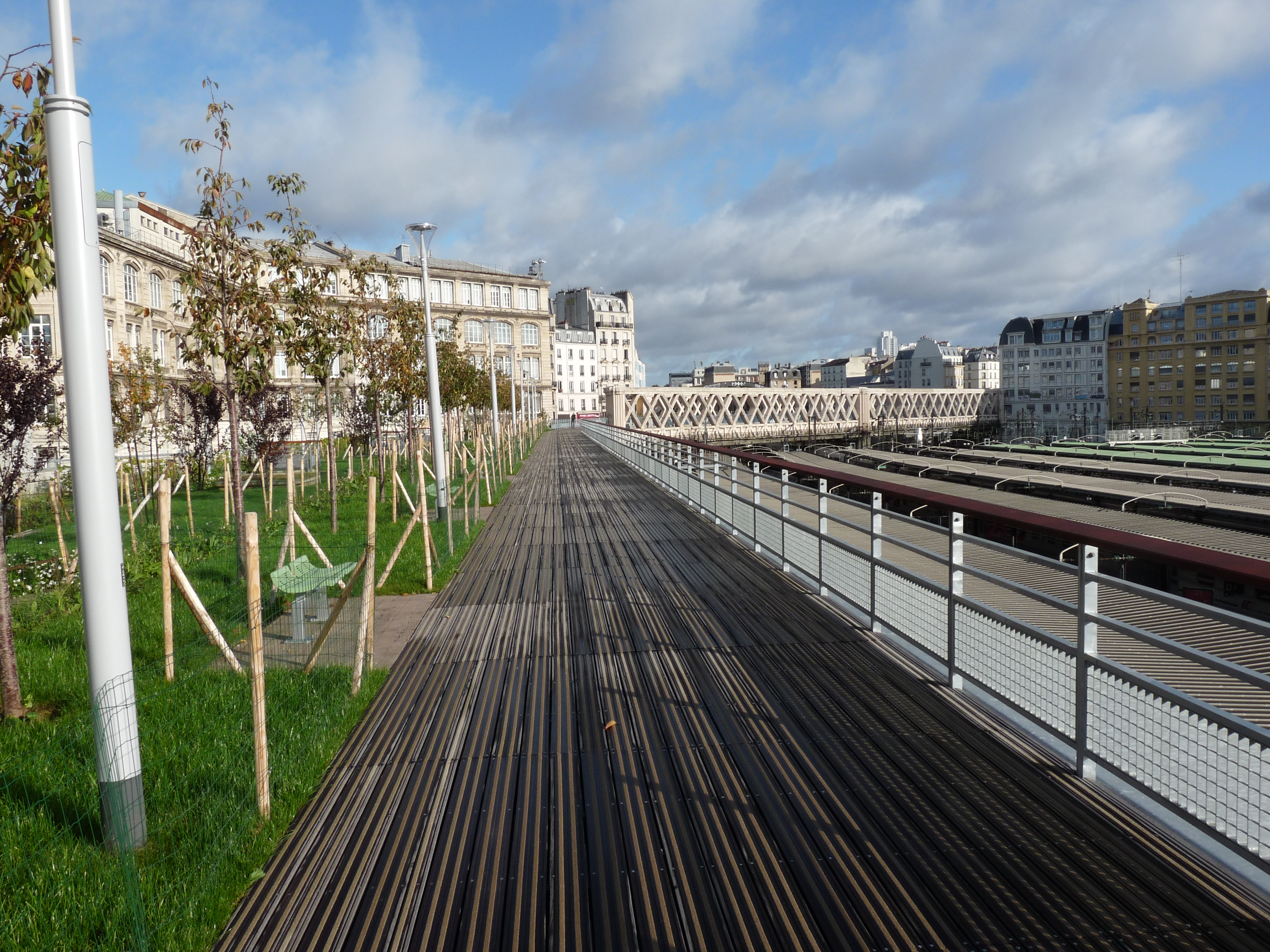
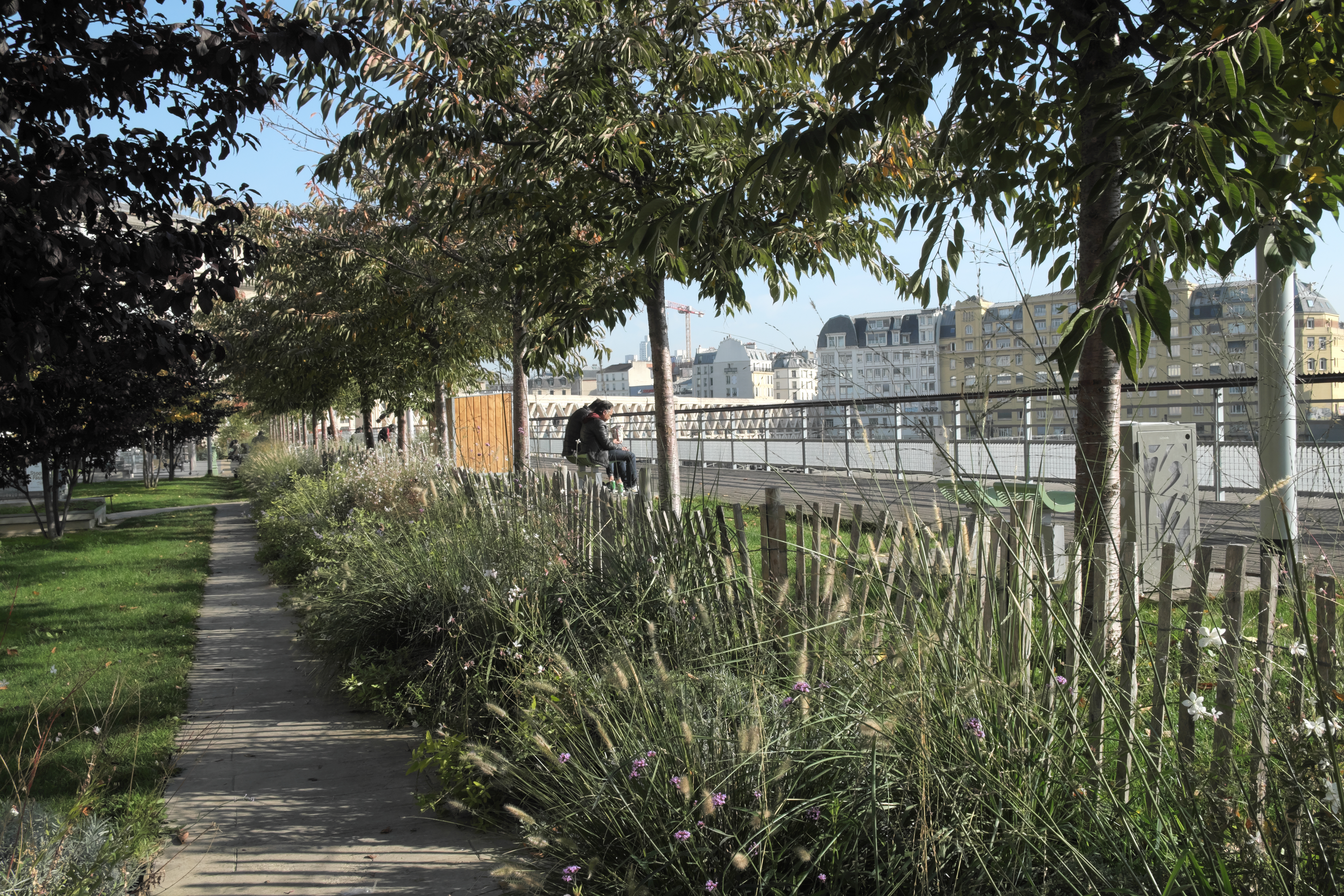
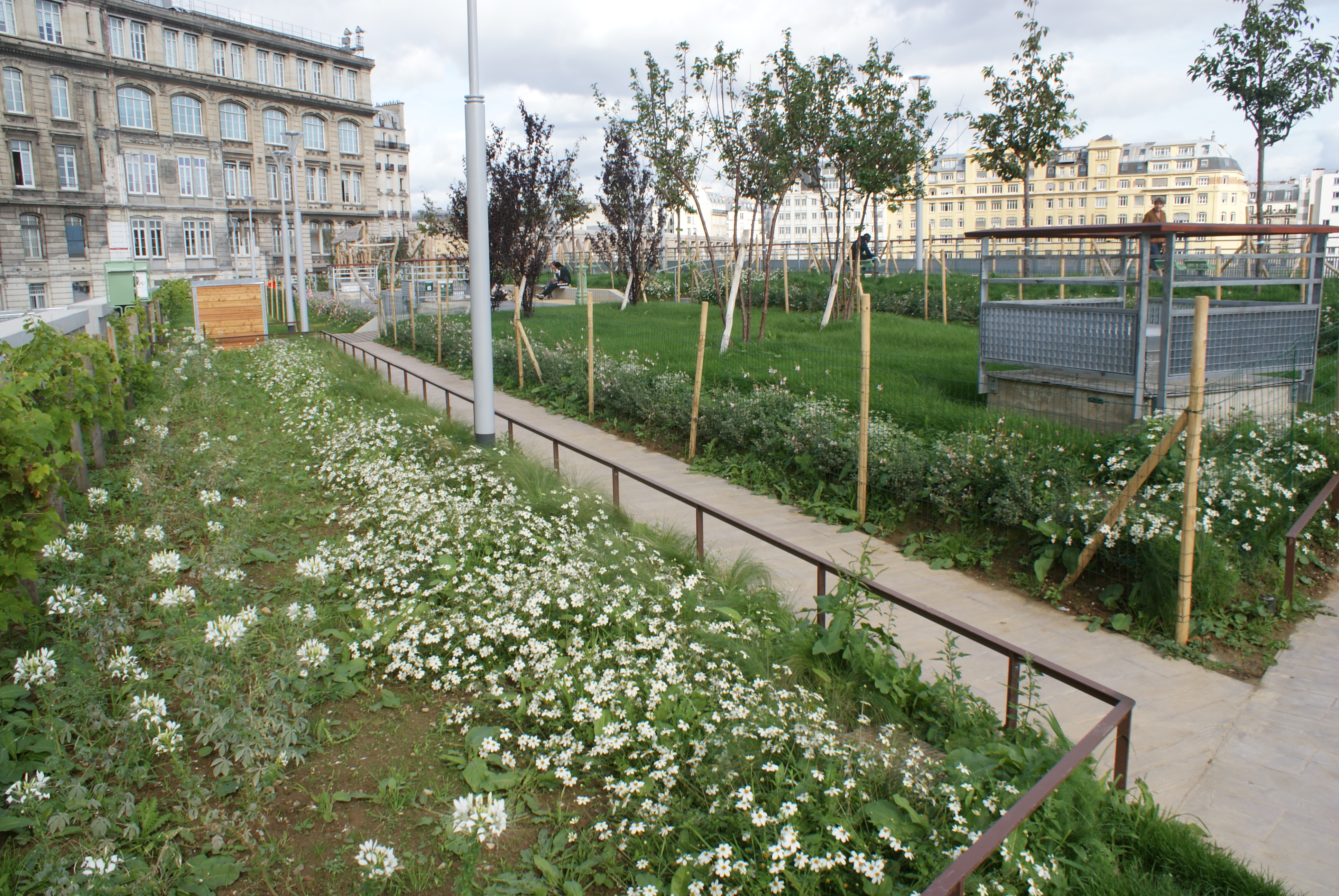
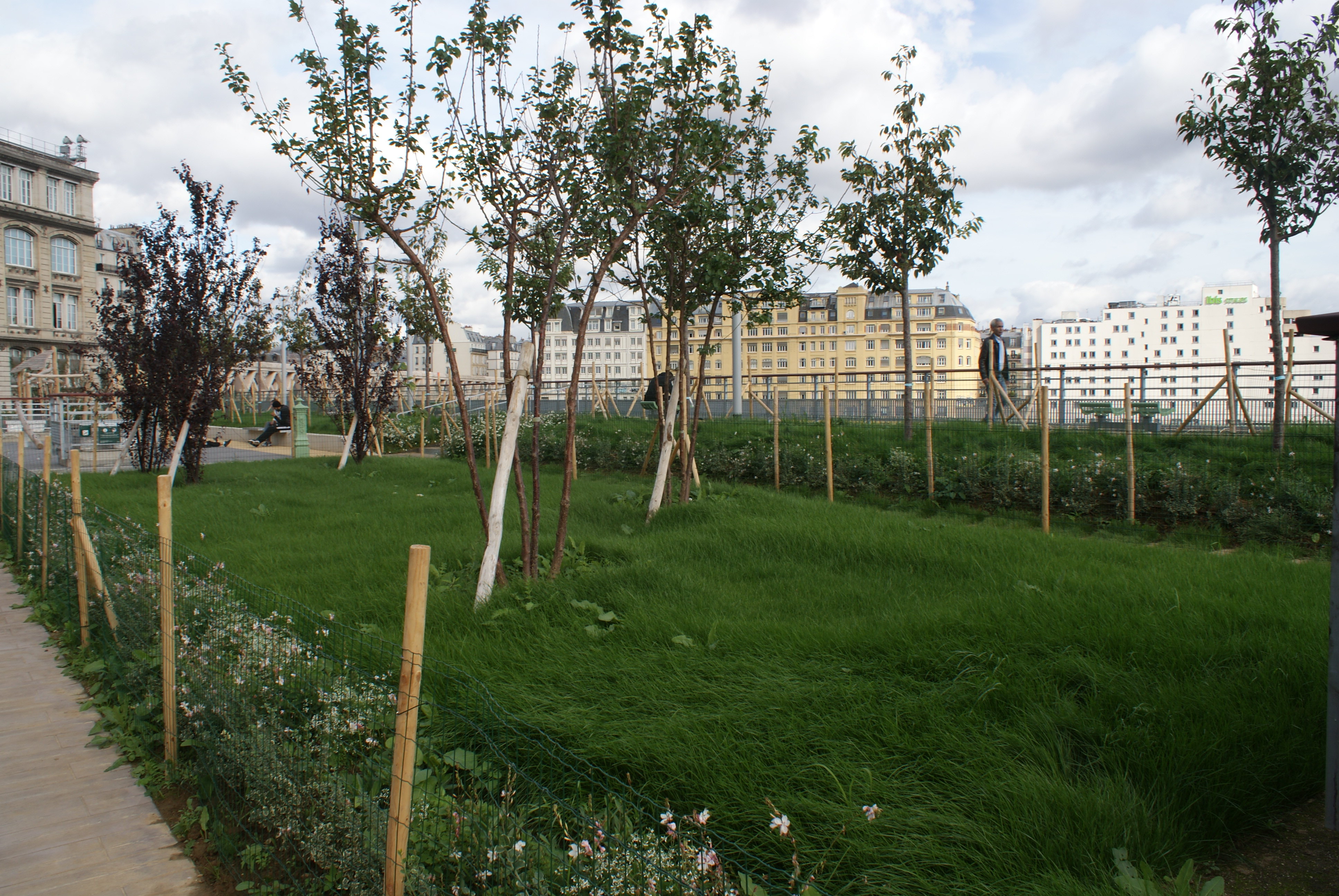
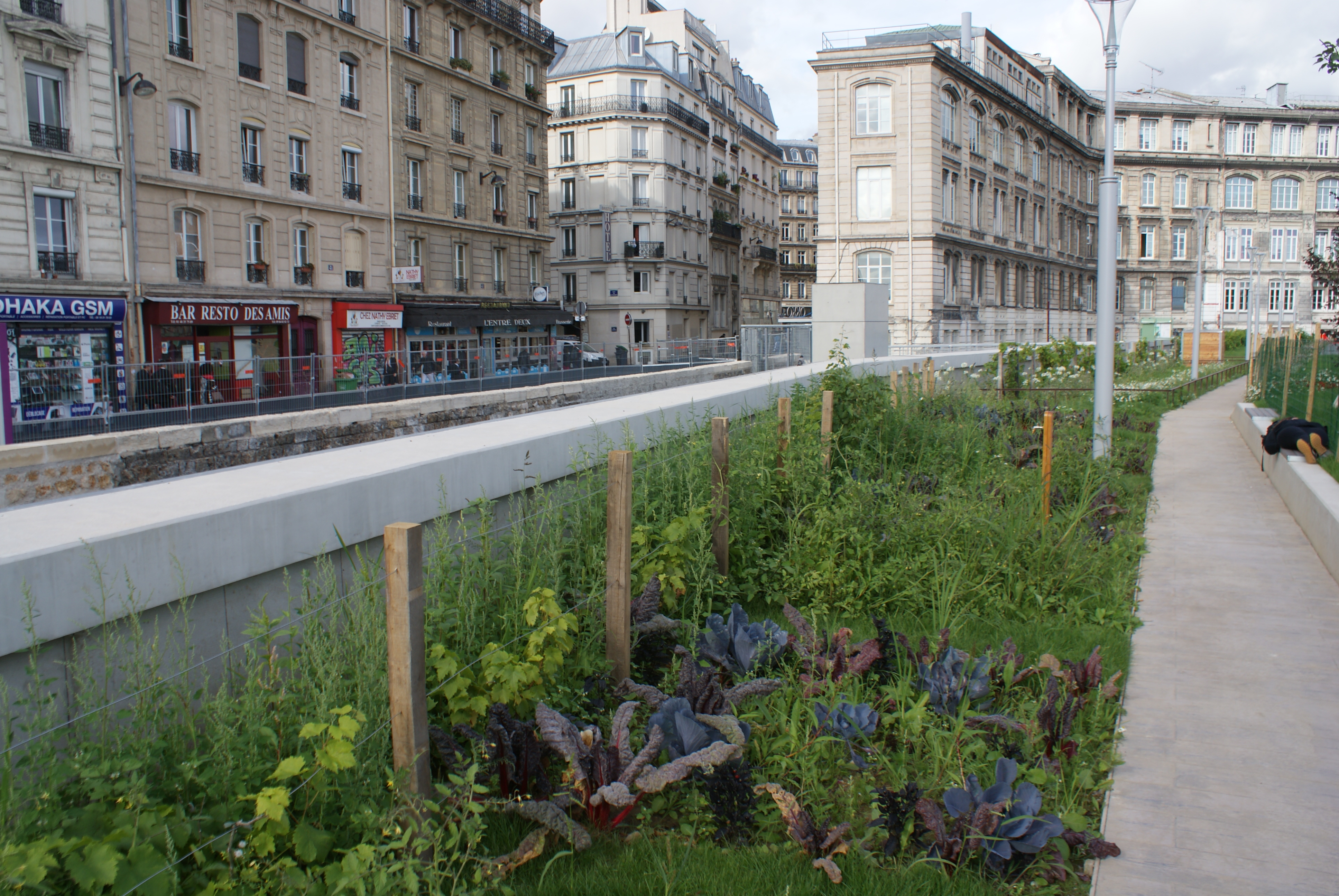
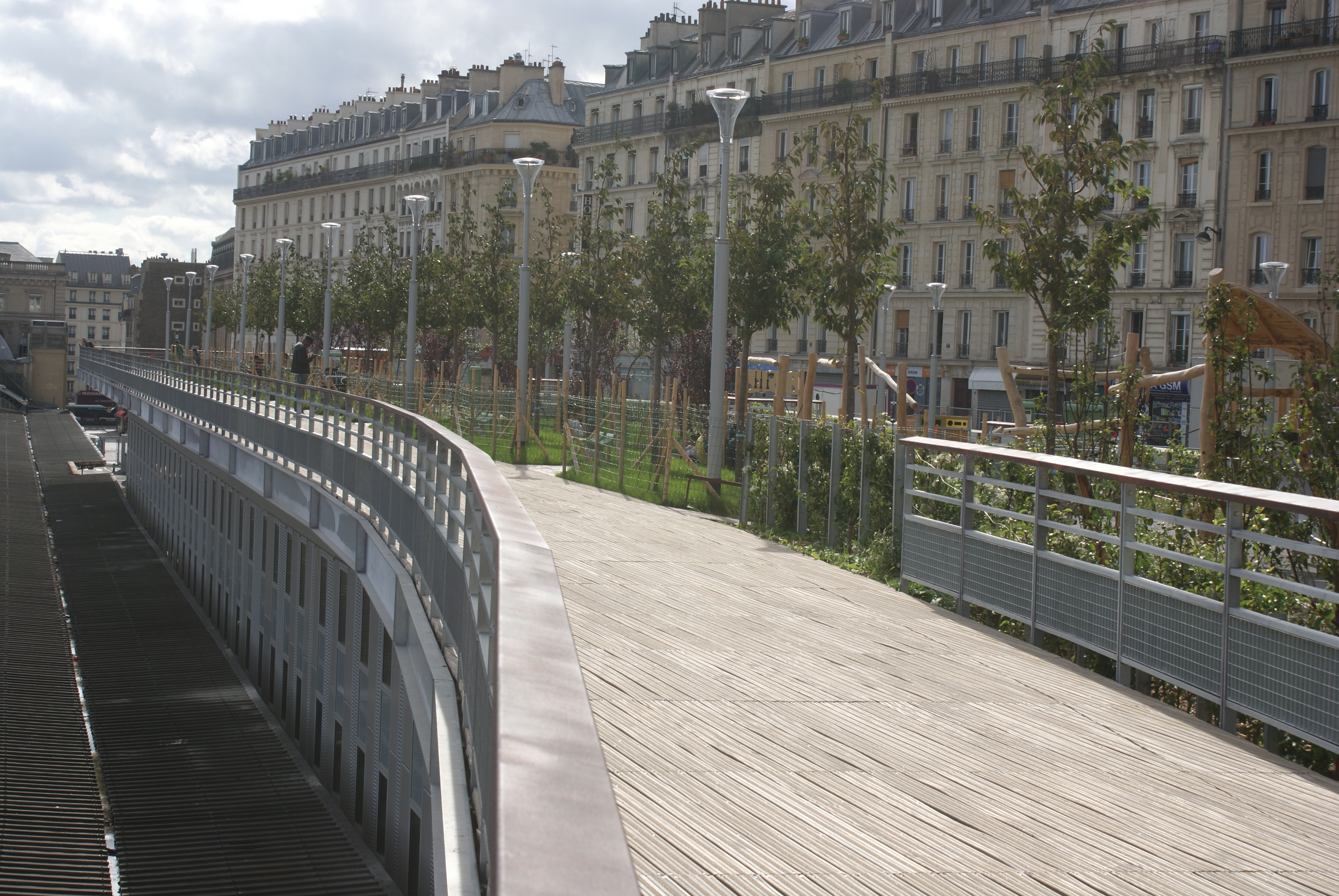
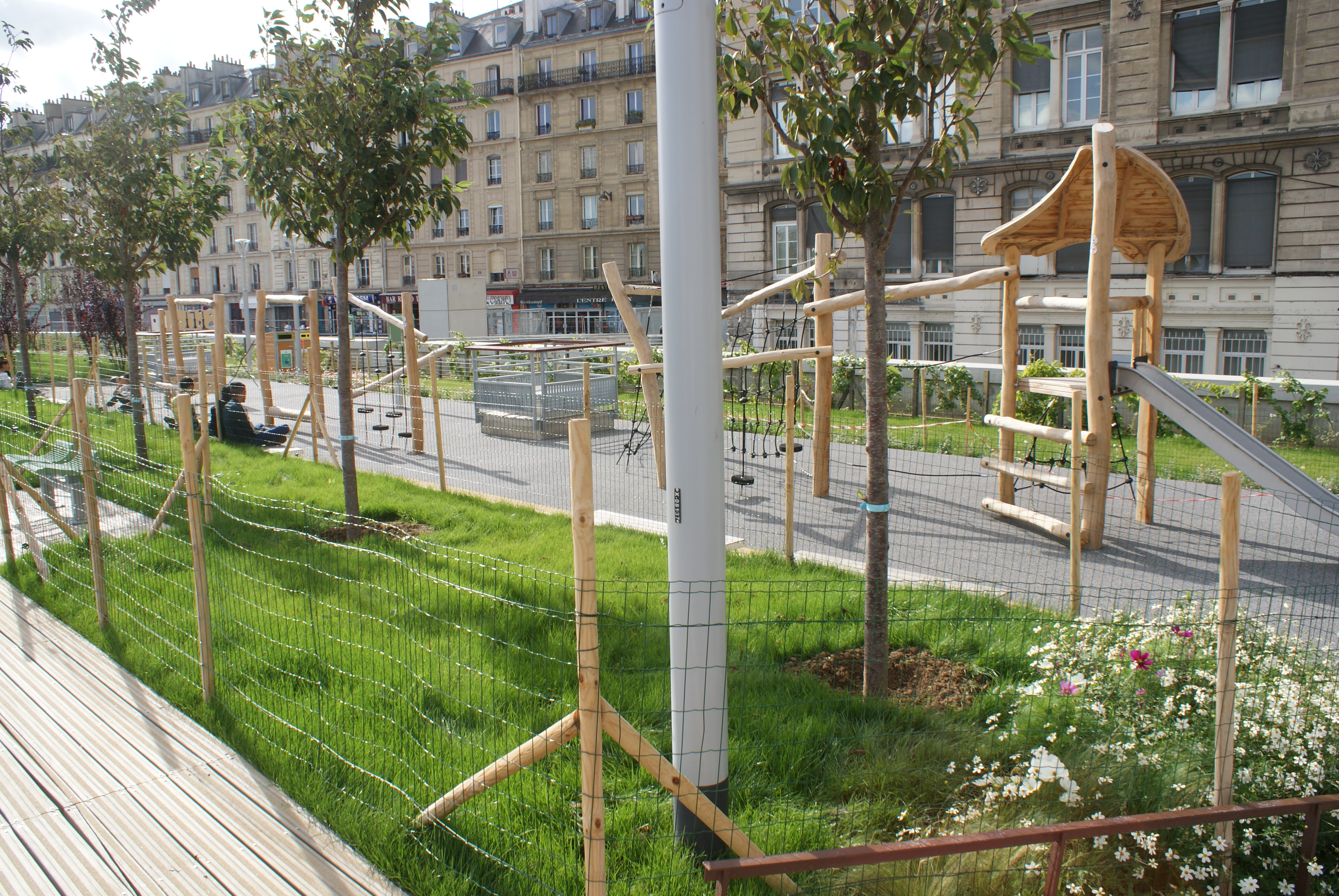
Aire de jeux.
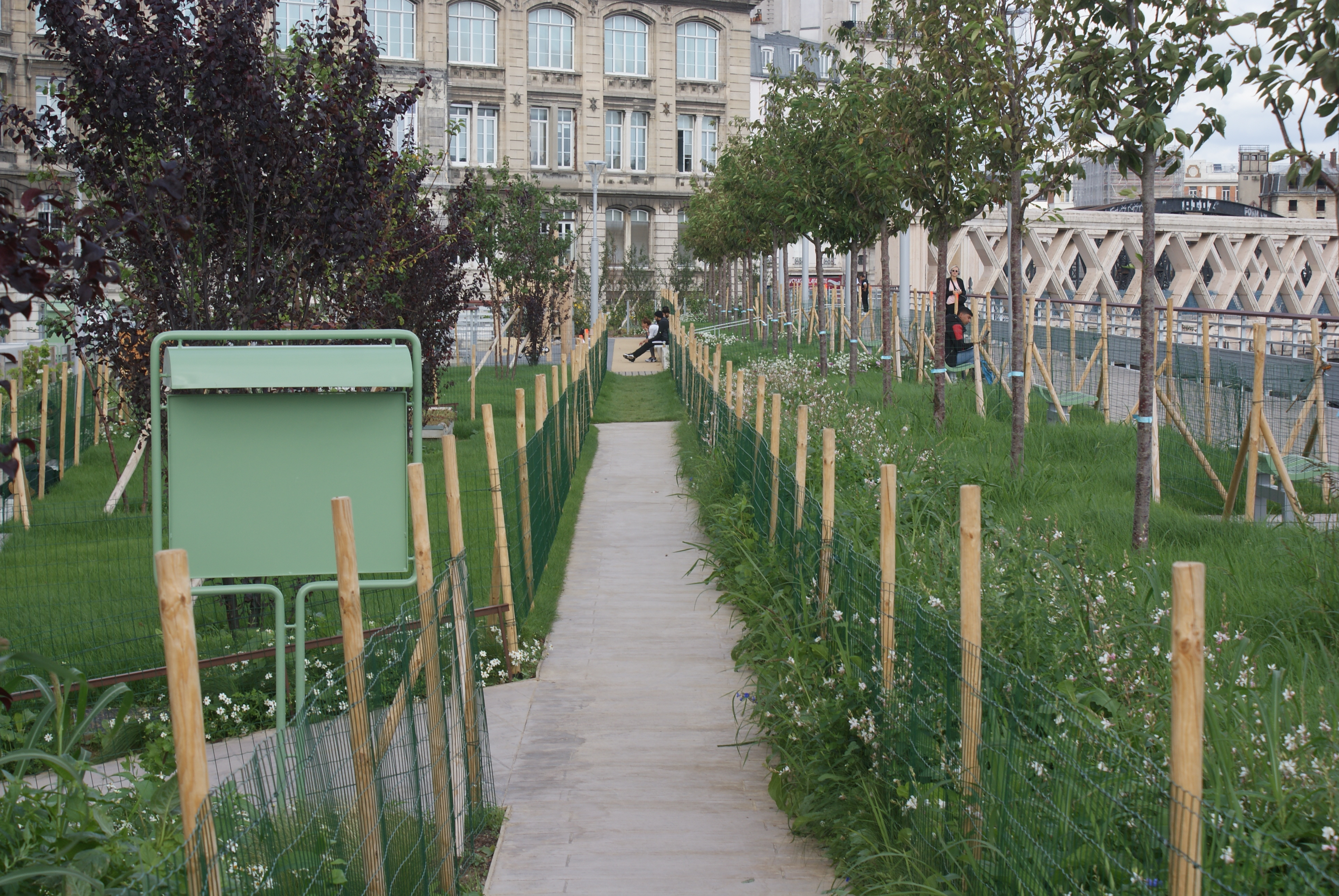
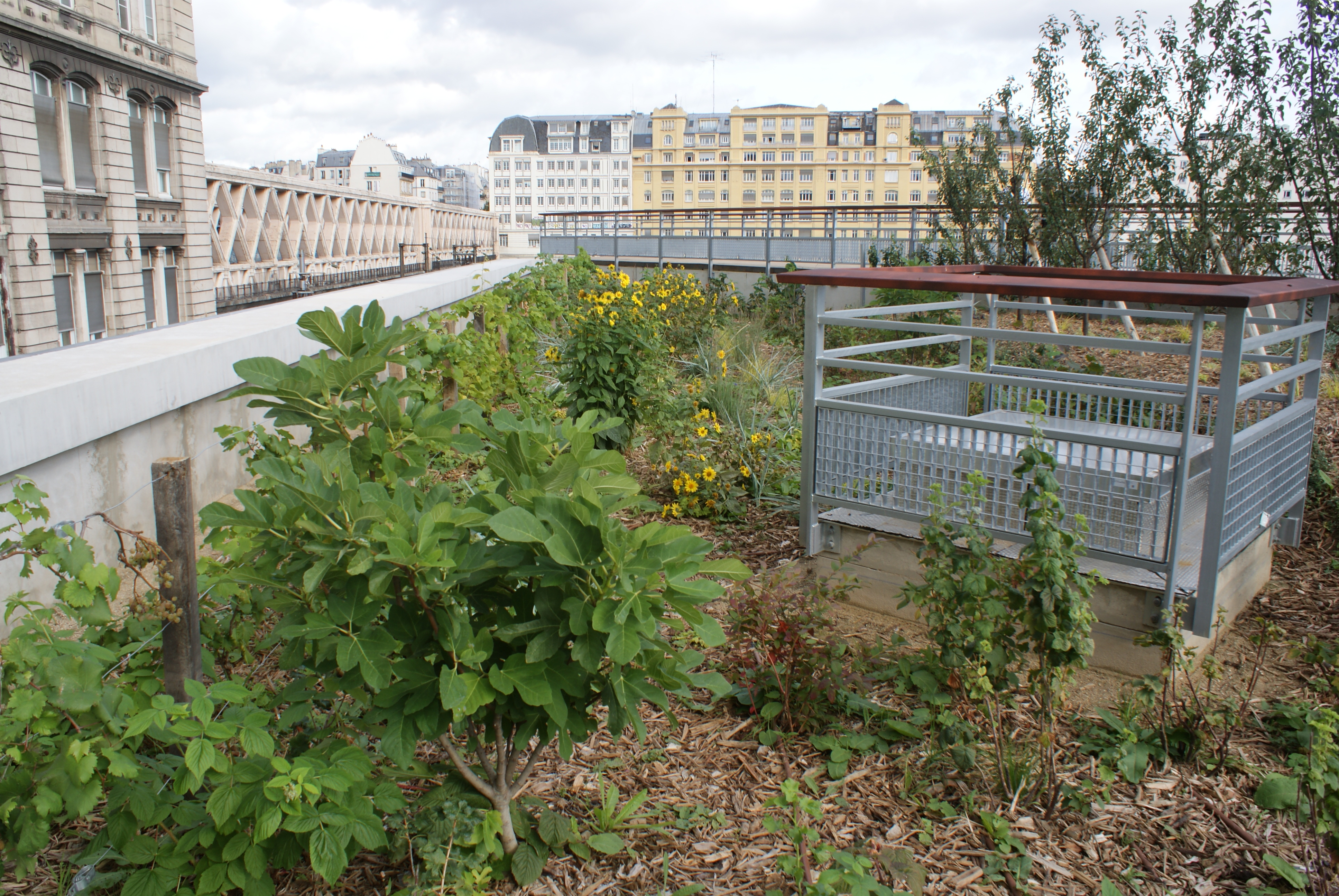
Fenêtre de toit de l'hôtel.
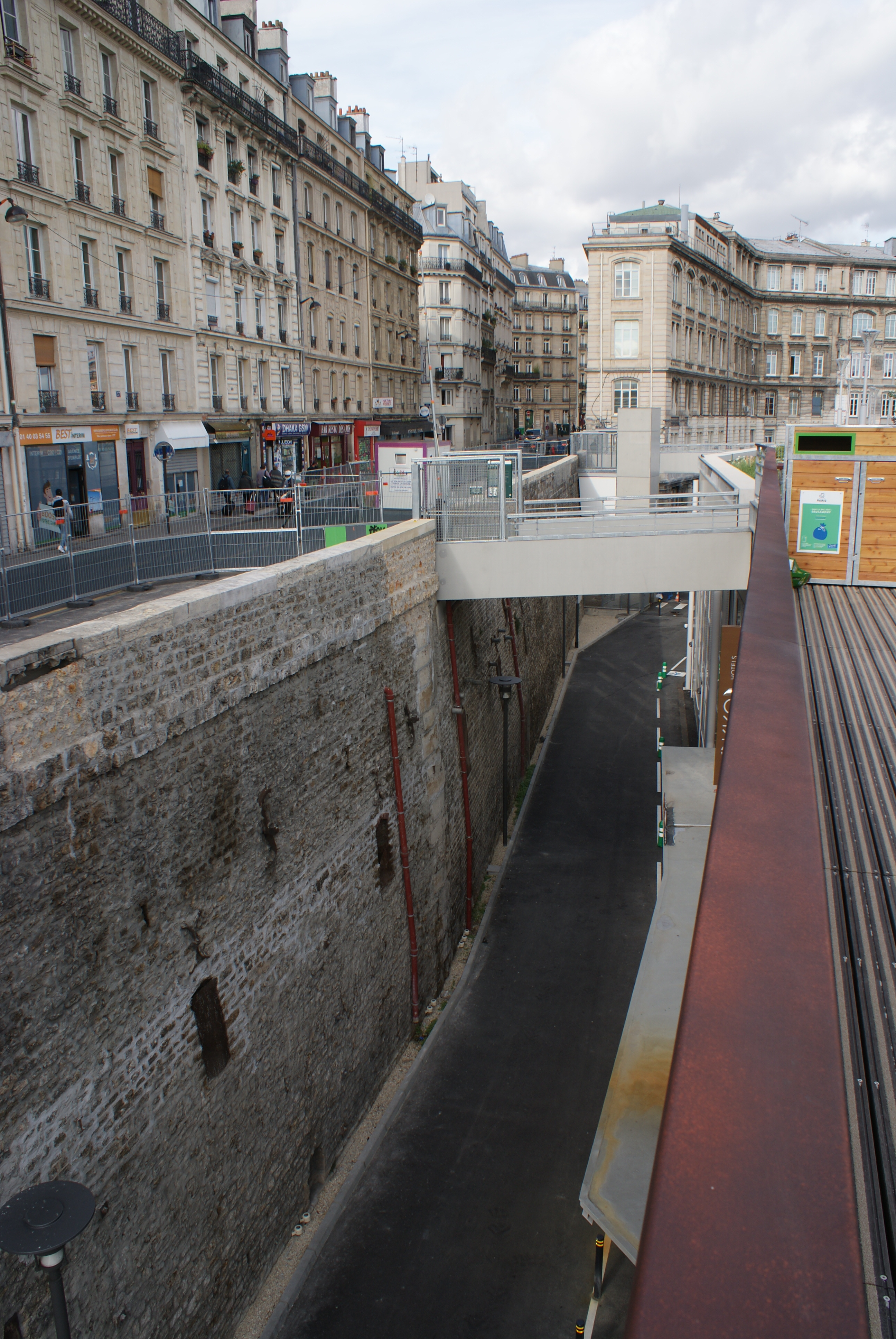
Séparation entre la rue d'Alsace et le jardin.